# Hu Hailan
Hu Hailan (胡海岚S, Hú HǎilánP; Dongyang, 1973) è una neuroscienziata cinese, direttrice esecutiva del Centro di Neuroscienze presso la Facoltà di Medicina dell'Università dello Zhejiang a Hangzhou.
Studia i meccanismi neuronali attraverso i quali il comportamento sociale è controllato e che sono alla base dei disturbi psichiatrici. È stata in grado di chiarire un meccanismo essenziale per l'effetto antidepressivo della ketamina.
È stata anche la prima scienziata al di fuori dell'Europa e dell'America a ricevere il Premio IBRO-Kemali in oltre 20 anni. È membro della Jiusan Society.

## Biografia
Hu è nata a Dongyang, Jinhua, nella provincia dello Zhejiang, nel 1973. Ha conseguito la laurea presso l'Università di Pechino in biochimica e biologia molecolare nel 1996.
Dopo gli studi si è trasferita negli Stati Uniti d'America per lavorare come ricercatrice per un anno presso l'Università della California, San Francisco. Ha poi proseguito gli studi universitari presso l'Università della California, Berkeley.  Sotto la guida di Corey S. Goodman, Hu ha esplorato il ruolo del recettore della plexina e si è concentrata su alcuni recettori proteici nella guida degli assoni nei moscerini dell'aceto.  Ha completato il suo dottorato di ricerca nel 2002.
Nel 2003 ha svolto ricerche presso l'Università della Virginia sotto la guida di Julius Zhu e Roberto Malinow. Nel 2004 si è trasferita al Cold Spring Harbor Laboratory e poi nel 2006 all'Università della California, San Diego, per continuare a lavorare sotto la guida di Malinow. La sua ricerca si è focalizzata sul ruolo dei recettori AMPA nella formazione della memoria. 
Nel 2008 è tornata in Cina per lavorare all'Istituto di Neuroscienze dell'Accademia Cinese delle Scienze di Shanghai, dove ha istituito il suo gruppo di ricerca indipendente chiamato Hu Lab. Il suo laboratorio si è concentrato sui meccanismi neurali della dominanza sociale nei topi, sui meccanismi neurali della depressione e sugli effetti antidepressivi della ketamina. Nel 2015 Hu è entrata a far parte della Facoltà di Medicina dell'Università dello Zhejiang a Hangzhou ed è diventata anche direttrice esecutiva del Centro di Neuroscienze presso la scuola di medicina del medesimo ateneo.

## La ricerca
La ricerca di Hu si concentra sulle neuroscienze sociali e mira a chiarire i meccanismi neurali del comportamento sociale ed emotivo. È interessata alla neurobiologia delle malattie mentali, compresa la depressione. Il suo lavoro ha dimostrato l'impatto antidepressivo della ketamina su una piccola area del cervello chiamata habenula, che è altamente attivata durante la depressione. Hu e il suo laboratorio sono stati anche pionieri nello studio dei meccanismi dei circuiti neurali che governano il rango sociale nei topi. Un importante contributo che Hu e il suo team hanno dato è stata l'istituzione di test affidabili per valutare il grado di dominanza in una gerarchia.

## Premi e onorificenze
- 2022 - Premi internazionali L'Oréal-UNESCO For Women in Science.[10]
- 2019 - Premio per il progresso scientifico e tecnologico Fondazione Ho Leung Ho Lee.[11]
- 2019 - Premio Internazionale IBRO-Kemali  per la ricerca nelle neuroscienze di base e cliniche.[2]
- 2016 - Premio per le scienze della vita Tan Jia Zhen.[12]
- 2015 - Premio Giovane Scienziata Cinese.[13]
- 2015 - Premio Chang Jiang Scholar.[12]
- 2015 - L'Oréal-UNESCO per le donne nella scienza.[14]
- 2014 - Premio per l'Eccellente Mentorship dell'Accademia Cinese delle Scienze.[15]
- 2013 - Meiji Life Science Outstanding Award.[15]
- 2012 - Premio Cinese Eccezionale Gioventù
- 2012 - Premio per l'Eccellente Mentorship dell'Accademia Cinese delle Scienze.[15]
- 2012 - Shanghai Pujiang Talent Award.[15]
- 2012 - Premio per il piano dei cento talenti cinesi.[15]
- 2010 - Shanghai Pujiang Talent Award.[15]
- 2009 - Premio per il piano dei cento talenti cinesi.[15]
- 2006 - Borsa di studio post-dottorato della Damon Runyon Foundation.[15]
- 2003 - Howard Hughes Medical Institute Predoctoral Fellowship.[15]
- 2002 - Borse di studio HHMI e IBRO per il corso di neurobiologia MBL.[15]